# Louis Giry
Louis Giry (Paris, 8 de fevereiro de 1596 — Paris, 28 de julho de 1665) foi um advogado, escritor e tradutor francês.
Foi o primeiro ocupante da cadeira 39 da Academia Francesa.